# Tkanka wydzielnicza
Tkanka wydzielnicza – rodzaj tkanki roślinnej stałej. Tkanki wydzielnicze mogą znajdować się na powierzchni organów roślinnych lub w ich wnętrzu. Te tkanki wydzielnicze, które znajdują się wewnątrz organu mogą wydzielane substancje gromadzić wewnątrz komórki lub wydzielać je do przestrzeni międzykomórkowych.
Utwory wydzielnicze powierzchniowe to:
- Komórki gruczołowe epidermy, wydzielające często olejki eteryczne, nadające zapach kwiatom liściom i innym organom[2]. Zwykle takie komórki występują na górnej powierzchni epidermy, rzadziej dolnej. Olejki eteryczne uwalniane są stopniowe przez błonę komórek epidermy[1].
- Włoski gruczołowe występujące na przykład u pelargonii. Składają się z kilku komórek, a właściwa komórka wydzielnicza umieszczona jest na samym szczycie włoska[2]. Do włosków wydzielniczych należą także włoski pokrzywy i chmielu[1]. Włosek pokrzywy zakończony jest małą główka, która odłamuje się pod naciskiem, a ostry, impregnowany krzemionką koniec wbija się w ciało wstrzykując parzącą ciecz[2].
- Miodniki występujące w kwiatach roślin zapylanych przez owady. Miodnik, nazywany też nektarnikiem, jest grupą komórek wydzielających nektar[2][1].
- Wypotniki wydzielające wodę lub rozcieńczony roztwór soli mineralnych[3].

Utwory wydzielnicze wewnątrz organów roślin to:
- Przewody żywiczne tworzące zespół kanałów otoczonych komórkami żywicorodnymi. Wewnątrz przewodów znajduje się żywica[2].
- Rurki mleczne tworzone przez rozgałęzione systemy komórek mlecznych, pozbawionych poprzecznych ścian komórkowych[2]. Znaczne ilości wydzieliny komórek mlecznych znajdują się na przykład w cebuli, nadając jej charakterystyczny zapach[1]. U maku lekarskiego w skład soku mlecznego wchodzą trujące alkaloidy[2].
- Komórki gruczołowe, które wytwarzają olejki eteryczne, gromadzone w przestworzach po rozpadzie komórek wydzielniczych. W ten sposób powstają wewnętrzne zbiorniki olejków lotnych w owocach cytrusowych[2].
- Idioblasty wydzielnicze, czyli komórki gromadzące wydzielinę w swoim wnętrzu. Zależnie od rodzaju wydzieliny zalicza się do nich komórki: garbnikowe, krzemionkowe, myrozynowe, kryształonośne, śluzowe oraz litocysty i wewnętrzne trichomy wydzielnicze[3].